# Peter Ludwig
Professor Dr. Dr. h. c. mult. Peter Ludwig (Koblenz, 9 juli 1925 – Aken, 22 juli 1996) was een Duitse industrieel en een van 's werelds grootste kunstverzamelaars en weldoeners. Samen met zijn vrouw, Irene Ludwig-Monheim, bouwde hij omvangrijke kunstverzamelingen op van ruim 6000 werken, die tegenwoordig wereldwijd in negentien verschillende musea zijn ondergebracht.

## Leven en werk
De vader van Peter Ludwig was een jurist en zijn moeder kwam uit een zakenfamilie (Klöckner). Ludwig bezocht in Koblenz het humanistisch gymnasium en deed in 1943 zijn voortijdig Kriegs-abitur. Na zijn diensttijd en Amerikaanse krijgsgevangenschap studeerde hij vanaf 1946 in Mainz kunstgeschiedenis, archeologie, geschiedenis en filosofie.
 In 1950 promoveerde hij op Picasso aan de universiteit van Mainz.
Hij trouwde in 1951 met Irene Monheim. Hun verbindende interesse gold onder meer de hedendaagse kunst.

### Fabrikant van chocolade
Ludwig trad in dienst bij de firma Leonard Monheim (Trumpf Schokolade) Lindt, Mauxion. Onder zijn leiding groeide deze firma, die later Ludwig Schokolade zou heten, in de jaren 70 en 80 uit tot de grootste onderneming binnen deze sector.

### Collectie Ludwig

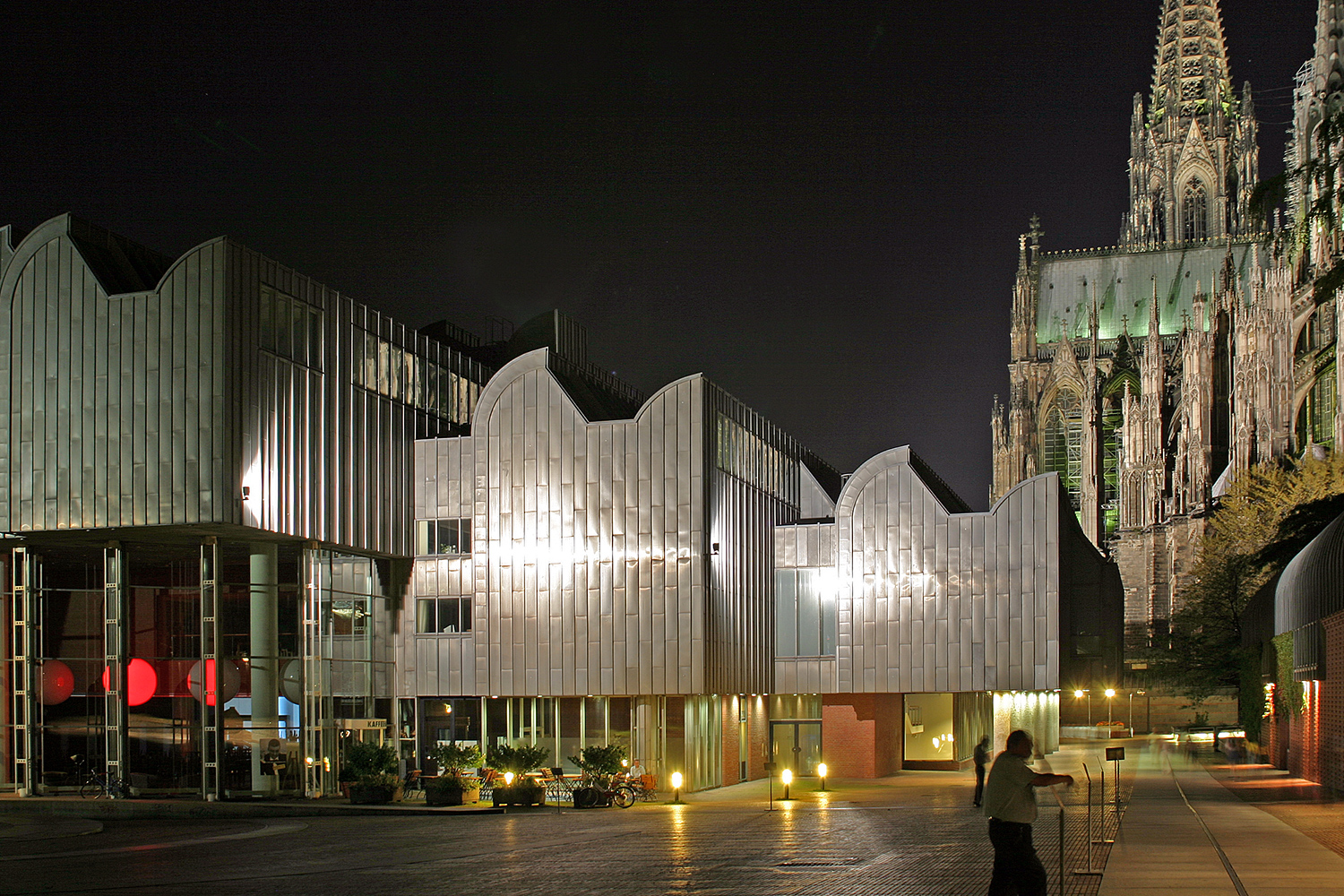
Museum Ludwig

In 1957 begon zijn samenwerking met musea in Keulen en Aken. Sindsdien werkte hij mee aan vele museumverenigingen, schonk werken aan musea, en financierde de oprichting van nieuwe instellingen. Hij had al in de jaren zestig veel belangstelling voor Amerikaanse Pop art en bouwde daarvan een omvangrijke verzameling op, die hij in Europa introduceerde. Ook andere nieuwe trends binnen de beeldende kunst, zoals Duitse, Italiaanse en Russische schilderkunst wist hij vroegtijdig te signaleren en door systematisch verzamelen uitstekend te documenteren.
 In de laatste jaren van zijn leven was hij een hartstochtelijk bewonderaar van eigentijdse kunst uit China en poogde deze in het Westen meer bekendheid te geven.
Hij heeft in zijn leven tientallen schilderijen, al dan niet in bruikleen, aan tal van musea over de hele wereld geschonken.

### Eredoctoraten
- 1975 Universiteit van Bazel (Zwitserland)
- 1983 Karl Marx-universiteit in Leipzig
- 1985 Kunstacademie Sofia
- 1987 Universiteit van Vermont, Burlington, Verenigde Staten
- 1988 Hogeschool voor beeldende kunst, Boedapest
- 1990 Universiteit van Barcelona, Spanje
- 1991 Hogeschool voor de kunst Havana, Cuba
- 1995 Universiteit van Havana, Cuba
- 1995 Kunstacademie Boekarest

### Onderscheidingen
- 1972 buitengewoon hoogleraar aan het kunsthistorisch instituut van de universiteit van Keulen
- 1975 ereburger van de stad Keulen
- 1988 benoeming tot "Commandeur de la Légion d'Honneur"
- 1992 "Großes Verdienstkreuz mit Stern und Schulterband" (Duitse onderscheiding)
- 1994 ereburger van de stad Aaken.

### Peter en Irene Ludwig-stichting
Nadat Peter Ludwig op 22 juli 1996 onverwacht aan een hartstilstand was overleden richtte zijn weduwe Irene Ludwig een nieuwe stichting op met de naam Peter und Irene Ludwig Stiftung. De kunstcollecties van het echtpaar Ludwig zijn tegenwoordig internationaal in negentien verschillende musea ondergebracht.